# Vilmos (William) Fillinger
Vilmos (William) Fillinger (Krasso Gombas, 24 de setembro de 1888 – São Paulo, 23 de outubro de 1968) foi um arquiteto húngaro, conhecido por ter projetado o Edifício Martinelli.

## Biografia

### Nascimento e família
Vilmos (William) Fillinger nasceu em 24 de setembro de 1888, na cidade de Krasso Gombas, na Hungria. Ele pertencia a uma família de ascendência judaico-romena.

### Educação e primeiros anos
Ainda jovem, mudou-se para Viena, na Áustria, onde viveu com seus tios. Em Viena, estudou na renomada Academia de Belas-Artes de Viena, formando-se em arquitetura.

### Emigração para o Brasil
Em 1912, Fillinger emigrou da Hungria para Santos, no litoral do Brasil, onde trabalhou como engenheiro civil em diversas obras. Pouco após sua chegada, ajudou sua prima de primeiro grau, Izabella Friedmann, a emigrar para o Brasil. Izabella, nascida em 28 de outubro de 1895 em Kevermes, Hungria, chegou ao Brasil em 1913, aos 17 anos de idade, e se casou com Fillinger em 10 de março do mesmo ano. O casal também auxiliou outros parentes a migrarem para o Brasil.

## Carreira e Edifício Martinelli

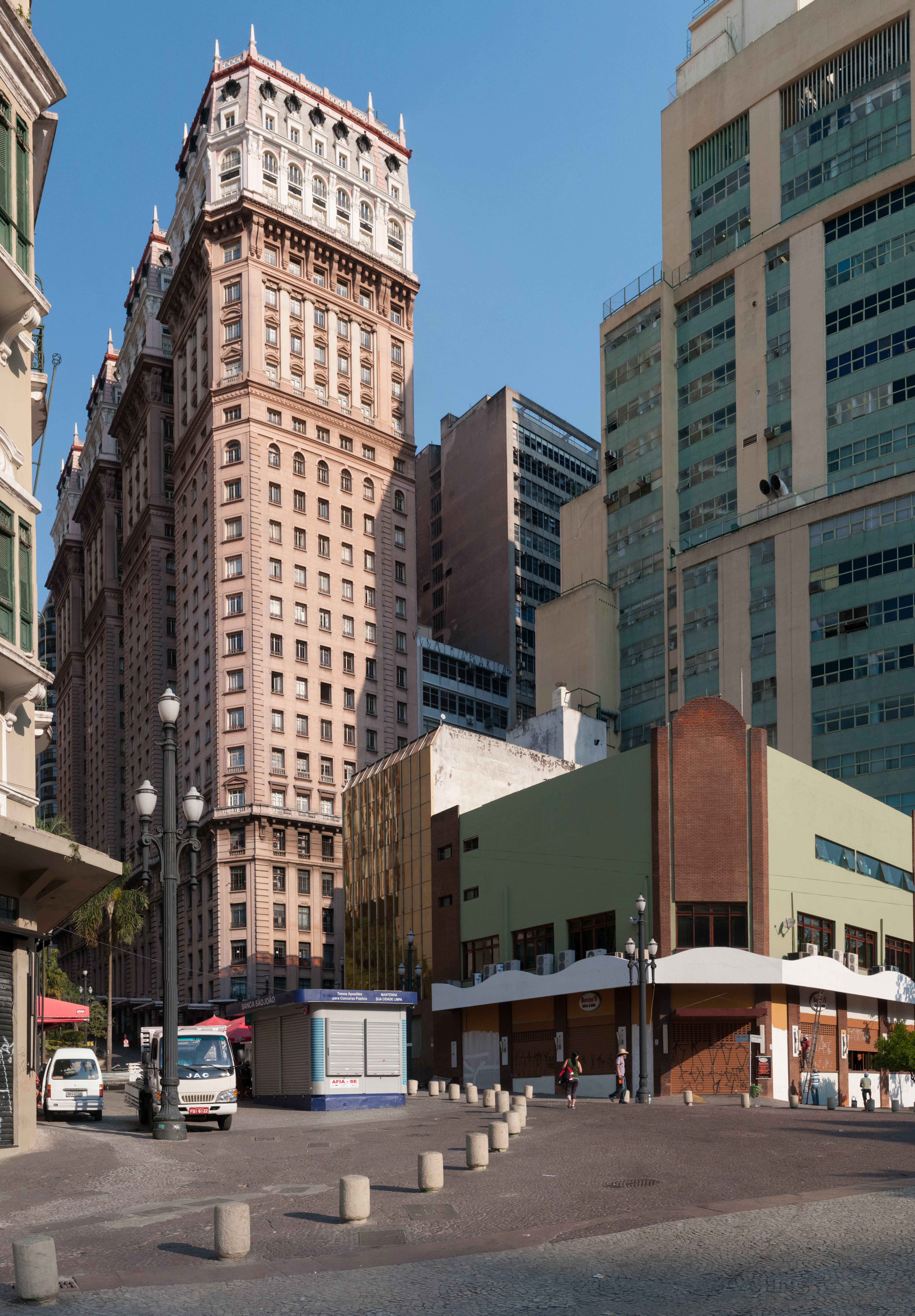

Embora se saiba pouco sobre sua vida nesse período, Fillinger ganhou notoriedade ao ser contratado pelo italiano Giuseppe Martinelli para projetar o Edifício Martinelli, o primeiro arranha-céus do Brasil. A construção do edifício, planejada para atingir 100 metros de altura, começou em 1924 e foi marcada por diversas dificuldades, como problemas nas fundações e complexidade dos cálculos estruturais. Mesmo assim, o edifício foi crescendo em altura, passando de 12 para 24 andares antes de ser embargado por não possuir licença.

### Finalização do Edifício Martinelli
A construção do Edifício Martinelli enfrentou várias disputas legais e políticas até que uma comissão técnica determinou que o prédio era seguro, limitando sua altura a 25 andares. Martinelli, contudo, decidiu construir uma residência de cinco andares no topo do edifício, totalizando 30 andares. Devido às pressões e mudanças constantes, Fillinger acabou se demitindo antes da conclusão da obra, que foi finalizada por Giuseppe Martinelli.

## Legado e morte
O Edifício Martinelli impressionava não só pelas dimensões como pela ornamentação e acabamento luxuoso, utilizando materiais de alta qualidade vindos de diversas partes do mundo. Vilmos Fillinger faleceu em 1968. Seu filho, Victor Carlos Fillinger, seguiu os passos do pai e tornou-se engenheiro, continuando o legado da família na construção civil.